# Charlotte Wessels
Johanna Charlotte Wessels (* 13. května 1987) je nizozemská zpěvačka a skladatelka. Narodila se ve městě Zwolle. Do února 2021 působila jako zpěvačka v nizozemské symphonic metalové skupině Delain.